# イロナ・マーハ
イロナ・マーハ（イローナ・マー、Ilona Maher [ɨˈloʊnə mɑːr]、1996年8月12日 - ）は、アメリカ合衆国の女子ラグビー選手。

## プロフィール
- アメリカ・バーモント州バーリントン出身[2]。
- ポジションはウィング(WTB)、センター(CTB)。
- 身長 178cm、体重 91kg
- 女子アメリカ合衆国代表に選ばれたことがある。

## 略歴
2021年、東京五輪の7人制女子アメリカ代表に選ばれた。
2024年、2024パリ五輪の7人制女子アメリカ代表に選ばれて銅メダル獲得。